# Podlapačko polje
Podlapačko polje – polje w Chorwacji, położone na terenie Liki.
Zajmuje powierzchnię 9,74 km². Leży pomiędzy Krbavskim a Ličkim poljem. Jego wysokość bezwzględna waha się w przedziale 657–680 m n.p.m. Jego wymiary to 7 × 3,2 km. Tradycyjnie dzieli się na Budžak, Jagodnje polje i Svračkovo polje.
W wyniku jesiennych ulewnych deszczów powstają na nim jeziora okresowe. Przez Budžak przepływa strumień Strmac.
Miejscowości położone na polju to: Svračkovo Selo, Jagodnje i Podlapača. Miejscowa gospodarka opiera się na rolnictwie.